# Таисир аль-Джассим
Таисир Джабер аль-Джассим (араб. تيسير جابر الجاسم‎, 25 июля 1984, Эль-Хаса) — саудовский футболист, полузащитник сборной Саудовской Аравии и клуба «Аль-Ахли» из Джидды.

## Клубная карьера
Таисир аль-Джассим начинал карьеру футболиста в клубе «Аль-Ахли» из Джидды в 2004 году. Май-июнь 2007 года он на правах аренды провёл в катарской команде «Аль-Гарафа».

## Карьера в сборной
17 ноября 2004 года Таисир аль-Джассим дебютировал в составе сборной Саудовской Аравии в домашней игре отборочного турнира чемпионата мира 2006 года против команды Шри-Ланки, выйдя в основном составе. 27 июня 2007 года он забил свой первый гол за неё, отметившись в гостевой товарищеской игре с Сингапуром. Таисир аль-Джассим провёл пять из шести игр своей команды на Кубке Азии 2007, проходившем в Юго-Восточной Азии, где вместе с командой он дошёл до финала, в котором саудовцы с минимальным счётом уступили сборной Ирака. В матче группового этапа этого турнира со сборной Бахрейна аль-Джассим сделал дубль.
На провальном для саудовцев Кубке Азии 2011 года в Катаре Таисир аль-Джассим отметился одним забитым мячом, сравняв счёт в игре с командой Сирии. Он также сыграл в двух матчах также неудачного для его команды Кубка Азии 2015 в Австралии. В отборочном турнире чемпионата мира 2018 года Таисир аль-Джассим к апрелю 2017 года забил шесть голов.

## Достижения
«Аль-Ахли»
- Чемпион Саудовской Аравии (1): 2015/16
- Обладатель Кубка Саудовской Федерации футбола (1): 2006/07
- Обладатель Кубка наследного принца Саудовской Аравии (2): 2006/07, 2014/15
- Обладатель Клубного кубка чемпионов Персидского залива (1): 2008
- Обладатель Саудовского кубка чемпионов (3): 2011, 2012, 2016
- Обладатель Суперкубка Саудовской Аравии (1): 2016

 Сборная Саудовской Аравии
- Финалист Кубка Азии (1): 2007